# Hypsiboas microderma
Hypsiboas microderma és una espècie de granota que viu al Brasil, Colòmbia i el Perú.